# ستارغيت: ريسيستنس
ستارغيت: ريسيستنس (معروفة أكثر ب: SGR) هي لعبة إنترنت من منظور اللاعب الثالث، ومستند على المسلسل التلفزيوني ستارغيت إس جي 1.
1. ↑  "Firesky Store". مؤرشف من الأصل في 2011-01-05.
2. ↑  "Direct2Drive SGR listing". مؤرشف من الأصل في 2010-11-15.
3. ↑  "Steam SGR listing". مؤرشف من الأصل في 2010-10-19.
4. ↑  Sumner, Darren (28 يناير 2010). "Stargate: Resistance available فبراير 10". GateWorld. مؤرشف من الأصل في 2018-04-16. اطلع عليه بتاريخ 2010-01-28. {{استشهاد ويب}}: استعمال الخط المائل أو الغليظ غير مسموح: |ناشر= (مساعدة)